# Kungliga Hovkapellet
Kungliga Hovkapellet (tiếng Thụy Điển: [ˈkɵ̂ŋːlɪɡa ˈhôːvkaˌpɛlːɛt], "Dàn nhạc giao hưởng Triều đình") là một dàn nhạc giao hưởng Thụy Điển, ban đầu là một phần của triều đình ở thủ đô Stockholm của Thụy Điển. Hoạt động đầu tiên của dàn nhạc được ghi lại là vào năm 1526. Từ năm 1773, Kungliga Hovkapellet là một phần của công ty Nhạc kịch Hoàng gia Thụy Điển.